# Mi calle
Pour plus de détails, voir Fiche technique et Distribution.
Mi calle (Ma rue) est un film espagnol de 1960 réalisé par Edgar Neville. Il s'agit de sa dernière œuvre en tant que réalisateur. C'est un portrait costumbriste de Madrid au début du xxe siècle.

## Synopsis
Ce film musical dramatique retrace le portrait traditionnel de Madrid du début du XXe siècle aux années 1940, centré sur l'une de ses rues, dans laquelle vivent et coexistent plusieurs familles de positions économiques et sociales variées. Les causeries, les commérages, les peines et les joies quotidiennes se déroulent dans un flux bienveillant et légèrement sarcastique qui cache la tragédie qui surgit toujours même s'ils nous divertissent avec de la musique d'orgue. On y trouve des maisons bourgeoises, un ancien palais aristocratique, une boucherie, une laiterie, un fabricant d'accordéon et un cabaret, et une autre fabrique de parapluies et d'éventails. Les marquis, pour se distinguer du commun des mortels, habillent leur petit-fils d'un costume écossais, provoquant l'hilarité des petits larrons qui ne cessent de se moquer de lui, malgré quoi lui, qui ne leur en veut pas, leur prête de l'argent si qu'ils puissent faire sortir Reverte, son chien, du chenil. Le 31 mai 1906 est une date très importante pour le quartier, car les marquis viennent en tant qu'invités au mariage d'Alphonse XIII.
Neville, dans ce film qui est encore un microcosme à l'échelle de l'Espagne de la première moitié du XXe siècle, s'autorise même une symbolique intéressante comme le pavage de la rue, utilisé comme métaphore du passage du temps et de l'arrivée de nouvelles ères : de la terre aux pavés, de ceci à l'asphalte.
Manuel Parada compose la musique Balada de Madrid interprétée par Nati Mistral dans le film.

## Distribution
- Tota Alba
- Rafael Alonso dans le rôle de Pablo López
- Ángel Álvarez
- Mariano Azaña
- Rafael Bardem
- Héctor Bianciotti
- Roberto Camardiel
- Susana Campos
- Lina Canalejas
- Antonio Casal as Lesmes
- Carlos Casaravilla
- Ana María Custodio
- Julia Delgado Caro
- Ángel del Pozo
- María del Puy
- Agustín González dans le rôle de Fabricio
- María Isbert dans le rôle de Reme (sous le nom de Maruja Isbert)
- Katia Loritz dans le rôle de Carmela
- Adolfo Marsillach dans le rôle de Gonzalo
- Antonio Martínez
- Nati Mistral
- Conchita Montes dans le rôle de Julia
- Gracita Morales dans le rôle de Purita
- Pedro Porcel
- George Rigaud (sous le nom de Jorge Rigaud)
- Cándido Rodríguez
- Fernando Sanclemente
- Antonio Vela  : Gonzalito